# جیل کالتن
جیل کالتن (انگلیسی: Jill Culton؛ زادهٔ ۱ ژانویهٔ ۱۹۰۱) پویانمای آمریکایی است که بیشتر برای نخستین کارگردانی خود در اولین فیلم پویانمایی سونی، فصل شکار، شناخته شده و نخستین زنی شد که کارگردان اصلی یک پویانمایی رایانه‌ای بلند با بودجه هنگفت بوده است.